# Офіс зв'язку НАТО в Україні

## Загальна інформація
Заснований у квітні 1999 року; розміщується в одній будівлі разом з Головним управлінням міжнародного співробітництва та міжнародних операцій Генерального штабу Збройних Сил України.

## Загальне завдання
Сприяння практичному співробітництву в рамках Комісії Україна-НАТО
Поглиблення та розширення співробітництва між керівними органами НАТО та України

## Задачі
- Зв'язок та взаємодія: керівні органи України, НАТО, країн-членів та країн-партнерів НАТО
- Консультативно-дорадча допомога: Україні та НАТО стосовно поточного та майбутнього співробітництва
- Сприяння: Програми, проекти, заходи, візити

## Головні українські партнери
- Вище керівництво: Кабінет Міністрів України, Рада національної безпеки та оборони України, Адміністрація Президента України
- Міністерство закордонних справ України
- Верховна Рада
- Міністерство оборони України / Збройні Сили України
- Відомства сектору безпеки:Служба безпеки України, Служба зовнішньої розвідки, Міністерство внутрішніх справ, Державна служба з надзвичайних ситуацій, Державна прикордонна служба України
- Інші міністерства: Міністерство економіки, Міністерство промислової політики, Міністерство фінансів
- Громадські організації, причетні до питань оборони та безпеки

## Поточні пріоритети
Посилення процесу запровадження Україною євроатлантичних реформ широкого спектра:
- Допомога Україні у плануванні та реалізації Річних національних програм (Annual National Programmes)
- Покращення міжвідомчої взаємодії

Поглиблення політичного та практичного діалогу між НАТО та Україною:
- Активне залучення на вищому політичному рівні
- Інтенсифікація діалогу щодо реформ
- Консультація з питань національної та регіональної безпеки
- Спільні робочі групи Україна-НАТО: оборонна реформа/технічне співробітництво/економічна безпека

Підтримка процесу трансформування та демократичного управління сектором безпеки та оборони:
- Нагляд та контроль з боку Верховної Ради та органів виконавчої влади
- Запровадження Стратегії національної безпеки; удосконалення системи національної безпеки
- Зміцнення демократичного управління: залучення фахівців та підготовка державних службовців (Програма професійної підготовки в рамках Спільної робочої групи з питань оборонної реформи)
- Посилення впливу громадянського суспільства на питання національної безпеки та оборони (Партнерська мережа Україна-НАТО з питань поглиблення обізнаності громадянського суспільства)

Підтримка операцій та покращення оперативної взаємосумісності для виконання спільних складних проблемних задач:
- КФОР, Операція «Активні зусилля», Міжнародні сили сприяння безпеці в Афганістані, Тренувальна місія НАТО в Іраку
- Ефективні, оперативно взаємосумісні командування та штаби на стратегічному/оперативному рівні
- Сили та засоби оперативного/тактичного рівня, здатні до швидкого перекидання, розгортання та виконання задач, що є оперативно взаємосумісними та можуть всебічно забезпечуватися протягом тривалого періоду
- Нові загрози для безпеки, у тому числі боротьба з тероризмом та захист кіберпростору

Вирішення проблемних питань спадщини:
- Знищення, утилізація та безпека боєприпасів та іншого військового майна, (проект Цільового фонду НАТО з демілітаризації в рамках програми «Партнерство заради миру»)
- Соціальний захист військовослужбовців дійсної служби та тих, що звільняються з лав Збройних Сил (Програма соціальної адаптації Україна-НАТО).

## Керівники Офісу НАТО в Україні
1. Ле Міррік (1999-2004)[1]
2. Джеймс Грін (2004-2009)[2]
3. Марчін Кожієл (2009-2015)[3]
4. Александер Вінніков (2015-)[4].